# Hronikum
Hronikum nebo chočský příkrov je tektonická superjednotka Západních Karpat, skládající se z několika tektonicky nebo erozí oddělených připovrchových příkrovových těles. Bezkořenové příkrovy jsou odspodu tvořeny poměrně mocnou permo-karbonskou vulkanosedimentární sekvencí ipoltické skupiny a hlavně střednětriasovými (anis až svrchní trias – karn) usazenými horninami, zejména vápenci a dolomity. Jursko-spodněkřídové horniny jsou zachovány jen místy. Ukončení sedimentace se předpokládá v hoterivu.
Hronikum je považováno za nejvyšší, ale v minulosti i střední subtatranský příkrov. Hronikum je porovnatelné s mezozoickými částmi alpského oberostalpinu, je podobné příkrovům vrchního bajuvarika a tirolika, ale odlišuje se zejména přítomností těles svrchněpaleozoických bazaltových a andezitových lávových proudů a pyroklastik.

## Historie výzkumu
První geologické výzkumy jednotek hronika začaly už v polovině 19. století. Franz von Hauer chápal označení „chočský dolomit“ jako část pásma jádrových pohoří, čímž zhodnotil starší výzkumy, na nichž se podílel i Dionýz Štúr. Jako samostatný vyšší subtatranský příkrov hronikum vyčlenil Hermann Vetters a další mezi lety 1904 a 1908. Později, od 30. let 20. století Dimitrij Andrusov zavedl pojmenování pro další dílčí příkrovy patřící k chočskému příkrovu. Sumarizující označení hronikum, zavedli původně Dimitrij Andrusov, Ján Bystrický a Oto Fusán v průvodci k exkurzi KBGA v roce 1973. Pojmenování hronikum je odvozeno od názvu řeky Hron, podle starších předpokladů právě povodí této řeky mělo tvořit domovskou oblast příkrovu. Za domovskou oblast byla původně považována lubenicko-margecanská jizva – tedy styk veporika a gemerika. Dnešní výzkumy takovou pozici hronika nepotvrzují. Starší pojmenování chočský příkrov je odvozeno od typové lokality v Chočských vrších. Autoři původně hronikum členili na šturecký příkrov budovaný čiernovážskou jednotkou a svrchnější chočský (v užším smyslu) tvořený bielovážskou jednotkou. Takové vztahy nebyly všeobecně potvrzeny a Michal Maheľ proto navrhl používání termínu chočský polyfaciální příkrov. Ján Mello a Milan Polák v roce 1978 modifikovali starší představy o paleogeografii hronika a poukázali na existenci vícera střednětriasových mělkovovodních rifových oblastí oddělených hlubšími pánvemi. Sedimentologický výzkum mladšího paleozoika v hroniku uskutečnili A. Vozárová a J. Vozár. Novější výzkumy k hroniku přiřazují i strážovský příkrov a další (vyšší) příkrovy. V současnosti uznávanou stavbu hronika prezentuje práce M. Havrily a P. Kováče (1998) a pozdější monografie Havrily z roku 2011. Hronikum je považováno za bezkořenový příkrov, protože pozici jeho domovské oblasti se nepodařilo objasnit. Uvažuje se o jeho intraveporické pozici, domovskou oblastí by mohla být oblast pohorelské linie.

## Pozice

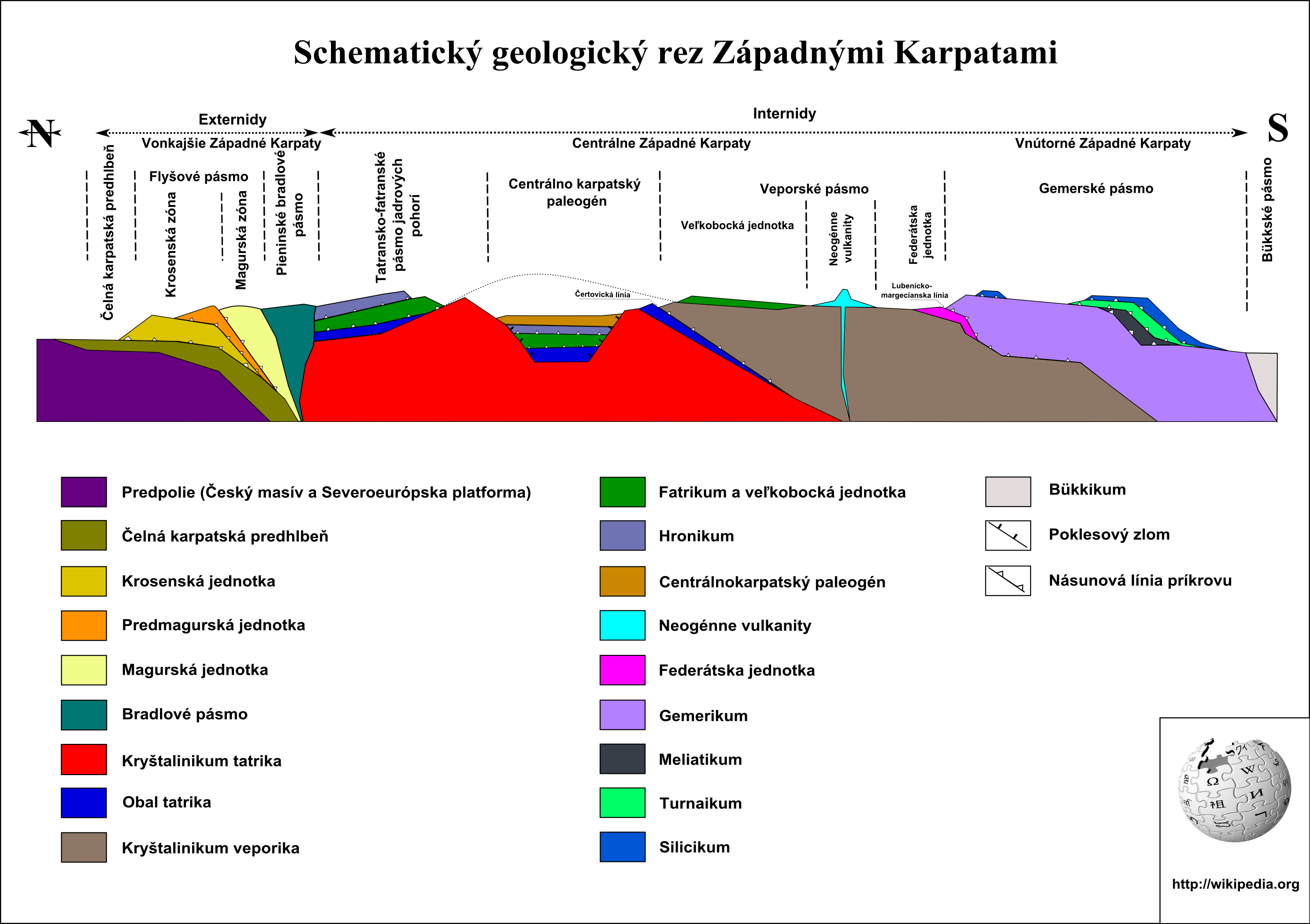
Schematický příčný řez Západními Karpaty

Hronikum se vyskytuje v oblasti jádrových pohoří a částečně i ve veporském pásmu. Svou bází leží chočský příkrov na různých částech krížňanského příkrovu (fatrika), veporika i tatrika. Příkrov má v Považském Inovci, Tribeči, Žiaru, Malé a Velké Fatře, Tatrách a Branisku poměrně jednoduchou stavbu, tvořenou příkrovovými troskami, hlavně triasových vápenců a dolomitů čiernovážské a bielovážské jednotky. Na obvodu příkrovových trosek je možno sledovat různý stupeň hřbetové rabotáže nejsvrchnější části krížňanského příkrovu. Hřbetová rabotáž dokonale odráží pohyby kompletního chočského příkrovu po plastickém podloží. Mimo početných trosek jsou pro Velkou Fatru charakteristické tektonická, trosková a pásová okna. Složitější poměry jsou v Nízkých Tatrách, Malých Karpatech, Chočských a Strážovských vrších.

## Geologická stavba

### Členění
Členění hronika v současnosti prodělalo vícero změny, které souvisely s kritérii, podle nichž byly jednotlivé jednotky (starší sekvence) hodnoceny. Stratigraficky se na základě zastoupení jednotlivých hornin dělí na vícero vrstevních sledů, přičemž kritériem pro jejich zařazení je střednětriasový sled. Původně se hronikum členilo na čiernovážskou tvořenou hlavně dolomity, případně jinými rampovými a platformovými karbonáty (rozsah anis – norik) a bielovážskou jednotku, která byla typická mocnějšími lunzskými vrstvami a ve středním triasu převažujícími pánevními faciemi (reiflingské vápence, partnachské vrstvy), ve svrchním mělkovodními. Vyčleňovala se i samostatná bebravská jednotka, její kompletní sled je znám především ze Strážovských vrchů. Je blízká čiernovážské sekvenci i strážovskému příkrovu, obsahuje wettersteinské souvrství s převahou dolomitů, které překrývají hlubokovodní reiflingské vápence. Tvoří tedy přechodný člen mezi bielovážskou (hlubokovodní) a bielovážskou (mělkovodní). Za samostatný celek se považovala ipoltická skupina (nebo též melafyrová série) obsahující mocný podstavec palezoických vulkanitů. Tato členění zavedená v práci Andrusova, Fusána a Bystrického z roku 1973 předpokládala, že sedimentační oblast příkrovu se členila (ze severu na jih) na dvě oblasti: mělkovodní karbonátovou plošinu (tzv. šturecká faciální oblast) na severu a hlubokovodní pánevní oblast (chočská faciální oblast). Za součást hronika jsou dnes považovány i vyšší subtatranské příkrovy (nedzovský, strážovský, tlstiansky, veterlínsky příkrov a další), které v původní sedimentační oblasti tvořily jen hlubší zálivy. Dříve byly pokládány za součást silicika a předtím gemerika.
Nový pohled na členění hronika prezentovali Havrila a Kováč v roce 1998. Oblast hronika chápou v středním triasu jako složitou soustavu intraplatformových pánví a karbonátových plošin. Rozeznávají dobrovodskou a bielovážskou pánev a karbonátovou platformu Čierneho Váhu a karbonátovou platformu vyšších příkrovů, později označovanou jako mojtínsko-harmanecká karbonátová platforma.
Původní sedimentační prostor – domovská oblast příkrovu, se pravděpodobně nacházela jižněji od domovské oblasti fatrika a byla široká asi 150 km, přesně však není známa, chočský příkrov se proto zařazuje mezi bezkořenové příkrovy. V minulosti byla tato domovská oblast umístňovaná do lubenicko-margecanské linie mezi veporikem a gemerikem. Dnes se za možnou domovskou oblast příkrovů považuje i samotné veporikum.

### Stratigrafie
Celkový stratigrafický rozsah sedimentárních sekvencí je od karbonu po spodní křídu, přesněji hoteriv.
Mladopaleozoické horniny tvořící hlavně kořeňovou oblast hronika se označují jako ipoltická skupina. Tvoří ji nižnobocianske a malužinské souvrství. Celkově dosahuje jejich mocnost asi 2500–2800 metrů. Nižnobocianské souvrství je tvořeno vícenásobně se opakujícími sedimentárními cykly s regresivním charakterem. Ve spodní části souvrství byly nalezeny klasty mylonitizovaných granitoidů. Převažuje pískovec a jílovitý pískovec šedého zbarvení. Nad nižnobocianským se nachází malužinské souvrství. Tvoří jej tři výrazné megacykly, hlavně vulkanoklastika a pískovce, prachovce a slepence. V prvních cyklech dacit-andezitového charakteru, později andezit-bazaltového se znaky přechodu k tholeitům.
Nad horninami ipoltické skupiny se nacházejí spodnětriasové křemence benkovského souvrství (ekvivalent lúžňanského souvrství). Nad ním je možno sledovat šuňavské souvrství, které tvoří pestrobarevné břidlice a pískovce (ekvivalent werfénského souvrství). Nad těmito horninami se nachází mírně členěná karbonátová platforma tvořená vápenci a dolomity guttensteinského, annaberského, ramsauského a dalších souvrství. Původní střednětriasovou sedimentační oblast v pelsonu (vrchní část anisu) pozměnila extenze, která umožnila vznik systému karbonátových platforem a intraplatformních pánví. Ze severozápadu na jihovýchod (v dnešních zeměpisných souřadnicích) to byla dobrovodská pánev, Mojtínsko-Harmanecká karbonátová platforma (vyšší příkrovy), bielovážská pánev a karbonátová platforma Čierneho Váhu. Rifting signalizuje přítomnost tzv. farkašovské brekcie.
Oblasti hlubších pánví signalizuje přítomnost zámostského, reiflinského nebo partnašského souvrství. Svahy panví lemovaly turbiditní ramingské a göstlingské vápence, které se sypaly z jáder rifů. Rify tvořily hlavně wettersteinské nebo veterlínské vápence.
Nad těmito horninami leží různě mocné lunzské souvrství, které zaplnilo většinu hlubších částí pánve. Tvoří jej siliciklastika a břidlice, které jsou všeobecně tenčí nad oblastmi karbonátové platformy než v pánvích. Na konci triasu dominovala celé oblasti hronika sedimentace hlavního dolomitu. Usazovaly se též dachsteinské a norovické vápence. Mocnost souboru triasových hornin se pohybuje v rozmezí 2–3000 m. Ve spodní juře zřejmě došlo k přerušení sedimentace, po kterém následovalo v střední juře kondenzované usazování facie hierlatzkého, adnetského, klauského a vilského vápence. Ve svrchní juře se oblast prohloubila a sedimentovaly pelagické vápence oberalmského souvrství. Sedimentaci ukončují spodněkřídové schrambašské a rossfeldské souvrství. Jurské (hlavně středně a svrchnějurské) a spodněkřídové sekvence hronika jsou velmi zřídkavé, známé jsou jen z Brezovských Karpat a oblasti Rohaté skaly v Strážovských vrších.
Odlepení příkrovu nastalo pravděpodobně v průběhu turonu. Bazální část přeťal šikmý střižný zlom, který ne vždy sledoval litologické hranice. Mezozoické komplexy tvořené hlavně karbonátovými členy se nacházejí v čelní části příkrovu, od svého podloží byly většinou odděleny v prostoru šuňavského souvrství spodnětriasových břidlic. Bližší kořeňové oblasti jsou o mnoho častější svrchněpaleozoické horniny.